# SSSPM J0829-1309
SSSPM J0829-1309 – czerwony lub brązowy karzeł w gwiazdozbiorze Hydry, odległy od Słońca o około 38 lat świetlnych.

## Charakterystyka
Jego promień to zaledwie 8,8% promienia Słońca, a jasność jest prawie 10 tysięcy razy mniejsza. Temperatura tego ciała to około 2100 K, ponad dwukrotnie mniej niż temperatura fotosfery Słońca.
Zależności promienia od temperatury i promienia od jasności posiadają lokalne minimum, oddzielające ciąg główny gwiazd prowadzących syntezę wodoru w hel od brązowych karłów, które nie są zdolne do prowadzenia tego procesu. Obiekt SSSPM J0829-1309 jest bliski tego minimum i tylko nieznacznie jaśniejszy od podobnego obiektu 2MASS J0523-1403.

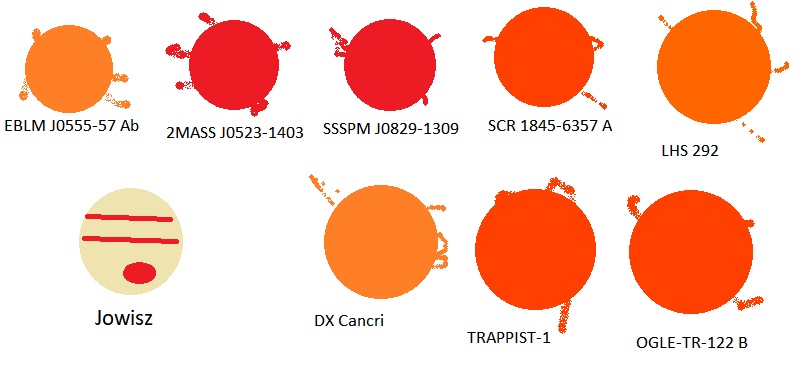
Porównanie rozmiarów małych gwiazd:
EBLM J0555-57 Ab, 2MASS J0523-1403, SSSPM J0829-1309, SCR 1845-6357 A,
LHS 292, DX Cancri, TRAPPIST-1, OGLE-TR-122 B i Jowisza